# هدر (ترانه کنن گری)
هدر (انگلیسی: Heather) آهنگی از خواننده و ترانه‌سرای آمریکایی کنن گری است که از طریق ریپابلیک رکوردز منتشر شده‌است. در ابتدا به عنوان یک آهنگ در اولین آلبوم استودیویی گری، کیدکرو در مارس ۲۰۲۰ منتشر شد، پس از تبدیل شدن به یک آهنگ موفق در سپتامبر ۲۰۲۰ به عنوان ششمین تک آهنگ منتشر شد. «هدر» توسط گری نوشته شده و توسط دن نیگرو و جم سیتی ساخته شده‌است.
این آهنگ در پلتفرم اشتراک‌گذاری ویدیو تیک‌تاک محبوبیت پیدا کرد، در نتیجه عبارتی میم مانند را ایجاد کرد که می‌توان برای توصیف یک «دختر زیبا» که می‌خواهد شبیه آن باشد، استفاده کرد. از نظر تبلیغاتی، هدر در رتبه ۶۱ قرار گرفت و به رتبه ۴۶ در بیلبورد هات ۱۰۰ رسید که اولین ورودی او در جدول بود. در جای دیگر، این آهنگ به گری اولین ورود خود را در نمودارهای کشورهایی مانند بریتانیا، کانادا، نیوزیلند و هلند و دومین ورود او در کشورهایی مانند استرالیا، ایرلند و لیتوانی داد. «هدر» به موفق‌ترین تک‌آهنگ گری تا به امروز تبدیل شده‌است و از «دیوانه» پیشی گرفته‌است که در اوایل همان سال به موفقیت‌های اصلی رادیویی بین‌المللی دست یافته بود.

## پیش‌زمینه و انتشار
در ابتدا به عنوان بخشی از آلبوم در مارس ۲۰۲۰ منتشر شد، به عنوان ششمین و آخرین تک آهنگ آلبوم در میان محبوبیت آن در اوت ۲۰۲۰ مجدداً منتشر شد. گری موزیک ویدیو را یک روز قبل از انتشار آن در ۲۰ اوت اعلام کرد.

## تهیه‌کنندگی و شعر
«هدر» به عنوان یک آهنگ پاپ محلی و مستقل توصیف شده‌است. در یادداشت‌های اپل میوزیک ادیتر تحت آلبوم کیدکرو، گری می‌نویسد که «هدر» آهنگ آلبومی است که همیشه برای آن گریه می‌کنم. فکر می‌کنم این صادقانه‌ترین روایت زندگی عاشقانه‌ام در حال حاضر است. دربارهٔ دختری به نام هدر است. فکر می‌کنم هر کسی در زندگی‌اش یک هدر دارد. شخصی که من واقعاً دوستش داشتم عاشق هدر بود. او عاشق من نبود و به همین دلیل من از هدر متنفر بودم. من از هدر با تمام وجودم متنفر بودم. هیچ دلیلی برای متنفر بودن از هدر نداشتم. هدر دختری کاملاً خوب است. او شیرین است و پاک است و بوی گل مروارید می‌دهد - او عالی است، اما من از او متنفرم. اعتراف کنید، اما این فقط حقیقت دارد. من از دیدن واکنش مردم می‌ترسم، زیرا فکر کردن به چنین چیزی چیز خوبی نیست، اما همچنین فکر می‌کنم این چیزی است که هرگز واقعاً نشنیدم که کسی به آن اعتراف کند. متاسفم، هدر، تو آدم فوق‌العاده ای هستی.»
در طی مصاحبه ای در برنامه آخر آخر شب با جیمز کوردن، گری اعتراف کرد که برای انتشار این آهنگ مردد است و گفت: «وقتی آهنگ را نوشتم، واقعاً خجالت کشیدم… فقط فکر می‌کردم، می‌دانید، هیچ‌کس با آن ارتباط برقرار نمی‌کند. فکر کردم شاید دیوانه‌ام… تقریباً نزدیک بود آن را در آلبوم نگذارم، فکر کردم دیوانه‌ام، و معلوم شد که تنها من نیستم.»